# Мостовица (Архангельская область)
Мостовица —поселок в Коношском районе Архангельской области. Входит в состав Ерцевского сельского поселения.

## География
Находится в юго-западной части Архангельской области на расстоянии приблизительно 30 км на юго-запад по прямой от административного центра района поселка Коноша.

## История
В поселке располагается колония-поселение предназначена для отбывания наказания впервые осуждённых лиц (КП-23) с лимитом наполнения 190 человек. До поселка проходят пути Ерцевской железной дороги.

## Население
Численность населения: 47 человек (русские 100 %) в 2002 году, 15 в 2010.